# Bythoceratina cassidoidea
Bythoceratina cassidoidea is een mosselkreeftjessoort uit de familie van de Bythocytheridae. De wetenschappelijke naam van de soort is voor het eerst geldig gepubliceerd in 1988 door Zhao.